# 九個平圖比人
九個平圖比人（英語：Pintupi Nine），指的是於1984年被發現生活在澳洲吉布森沙漠、過著傳統集體狩獵沙漠住所的生活之九個平圖比人組成的群體。在1984年前他们对欧洲殖民者来到澳洲的情况不知情。他們又被稱為失落的部落。
他們被認為是最後依靠這種方式生活的原住民。他們在麦凯湖（Lake Mackay）的水邊流浪，生活在靠近西方的北澳洲領土的邊界，除了他們的皮髮線帶外他們是赤裸的，他們會攜帶2公尺長的木矛，還有雕刻複雜的回力鏢。

## 附註
1. ↑  . BBC News. 2014-12-23  [2023-10-01]. （原始内容存档于2023-07-30） （英国英语）.